# Christian Noboa
Christian Fernando Noboa Tello (Guayaquil, 9 aprile 1985) è un calciatore ecuadoriano, centrocampista dell'Emelec.

## Caratteristiche tecniche
Noboa è un jolly del centrocampo: molto dotato tecnicamente, gioca prevalentemente da regista con compiti sia di impostazione del gioco, che di contenimento, talvolta è stato impiegato con buoni risultati anche come esterno. Si dimostra inoltre molto abile sui calci piazzati.

## Carriera

### Club
Ha giocato per tre stagioni negli ecuadoriani dell'Emelec; nel 2007 è passato ai russi del Rubin Kazan, con i quali ha vinto il Prem'er-Liga 2008 e quello del 2009.
Dopo l'esperienza alla Dinamo Mosca, a inizio 2015 il giocatore dell'Ecuador gioca per mezza stagione con i greci del PAOK Salonicco; il 29 luglio 2015 la squadra greca ha comunicato il trasferimento di Noboa all'Rostov. Segna un gol da fuori area nell'angolino basso nel match contro l'Anderlecht valido per il terzo turno preliminare della UEFA Champions League 2016-2017. Questo gol risulterà decisivo ; il Rostov passerà il turno per 2-0 e quello di Christian Fernando Noboa è stato il primo gol in ordine temporale. Segna anche nei Paesi Bassi, contro l'Ajax, nell'andata dei playoff di Champions;la sfida terminerà in un 1-1. Il 23 novembre, contro il Bayern Monaco su punizione, segna la rete decisiva che sancirà la fine della gara con il risultato di 3-2 per i Russi; che ottengono così la loro prima vittoria nella storia della Champions League.
Si trasferisce allo Zenit San Pietroburgo nel giugno del 2017.

### Nazionale
Ad inizio 2009 ha debuttato nella nazionale ecuadoriana; ad ora ha segnando 2 reti, entrambe decisive contro il Brasile (1-1) ed il Paraguay (1-1) durante le Qualificazioni sudamericane per i mondiali di Sudafrica 2010.
Viene convocato per la Copa América Centenario negli Stati Uniti.

## Palmarès

### Club

#### Competizioni nazionali
- Campionato russo: 3

Rubin: 2008, 2009
Zenit San Pietroburgo: 2018-2019
- Supercoppa di Russia: 1

Rubin: 2010

#### Competizioni internazionali
- Coppa dei Campioni della CSI: 1

Rubin: 2010